# Comuna Novouspenivka, Vesele
Novouspenivka (în ucraineană Новоуспенівка) este o comună în raionul Vesele, regiunea Zaporijjea, Ucraina, formată din satele Novoivanivka și Novouspenivka (reședința).

## Demografie
Componența lingvistică a comunei Novouspenivka
     Ucraineană (89,97%)
     Rusă (9,34%)
     Alte limbi (0,31%)
Conform recensământului din 2001, majoritatea populației comunei Novouspenivka era vorbitoare de ucraineană (89,97%), existând în minoritate și vorbitori de rusă (9,34%).